# Discovery (Electric Light Orchestra)
Discovery és el vuitè àlbum d'estudi de la banda de rock anglesa Electric Light Orchestra (ELO). Va ser llançat el 31 de maig de 1979 al Regne Unit per Jet Records, i el 8 de juny als Estats Units per Columbia Records. Va arribar al número 5 dels Billboard 200 dels Estats Units i al número 1 dels UK Albums Charts del Regne Unit. Es van publicar cinc senzills de l'àlbum; "Shine a little Love", número 8 a Estats units i número 6 al Regne Unit, "The diary of Horance Wimp", número 8 al Regne Unit, "Don't Bring Me Down", número 4 als Estats Units i número 3 al regne Unit, "Confusion" i "Last Train to London" tots dos al número 8 al Regne Unit.
El 10 de Gener de 1997 va a rebre la doble certificació de platí per la RIAA, que acrediten dos milions de còpies venudes als Estats Units.

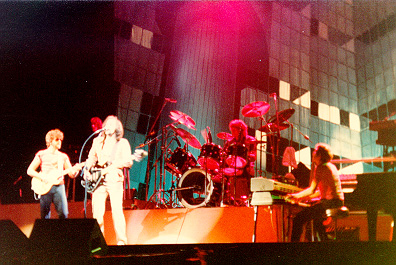
ELO - Time Tour 81-82

## Llista de cançons
Totes les cançons escrites per Jeff Lynne, excepte "Little Town Flirt" escrita per Maron McKenzie i Del Shannon.
| 1. | «Shine a Little Love»      | 4:43 |
| 2. | «Confusion»                | 3:42 |
| 3. | «Need Her Love»            | 5:11 |
| 4. | «The Diary of Horace Wimp» | 4:17 |

| 5.            | «Last Train to London» | 4:32  |
| 6.            | «Midnight Blue»        | 4:19  |
| 7.            | «On the Run»           | 3:55  |
| 8.            | «Wishing»              | 4:13  |
| 9.            | «Don't Bring Me Down»  | 4:02  |
| Durada total: | Durada total:          | 38:53 |

## Músics
- Jeff Lynne – veus, guitarres (elèctrica, acústica 12 cordes), vocoder, veus de suport
- Bev Bevan – bateria, percussions, veus de suport
- Richard Tandy – piano, sintetitzador, Wurlitzer, clavinet, guitarra solista [tema 6], veus de suport
- Kelly Groucutt – baix, veus, veus de suport

Músics addicionals a Discovery music video
- Mik Kaminski – violí
- Hugh McDowell – cel·lo
- Melvyn Gale – cel·lo